# Bachy
Bachy è un comune francese di 1 883 abitanti situato nel dipartimento del Nord nella regione dell'Alta Francia.

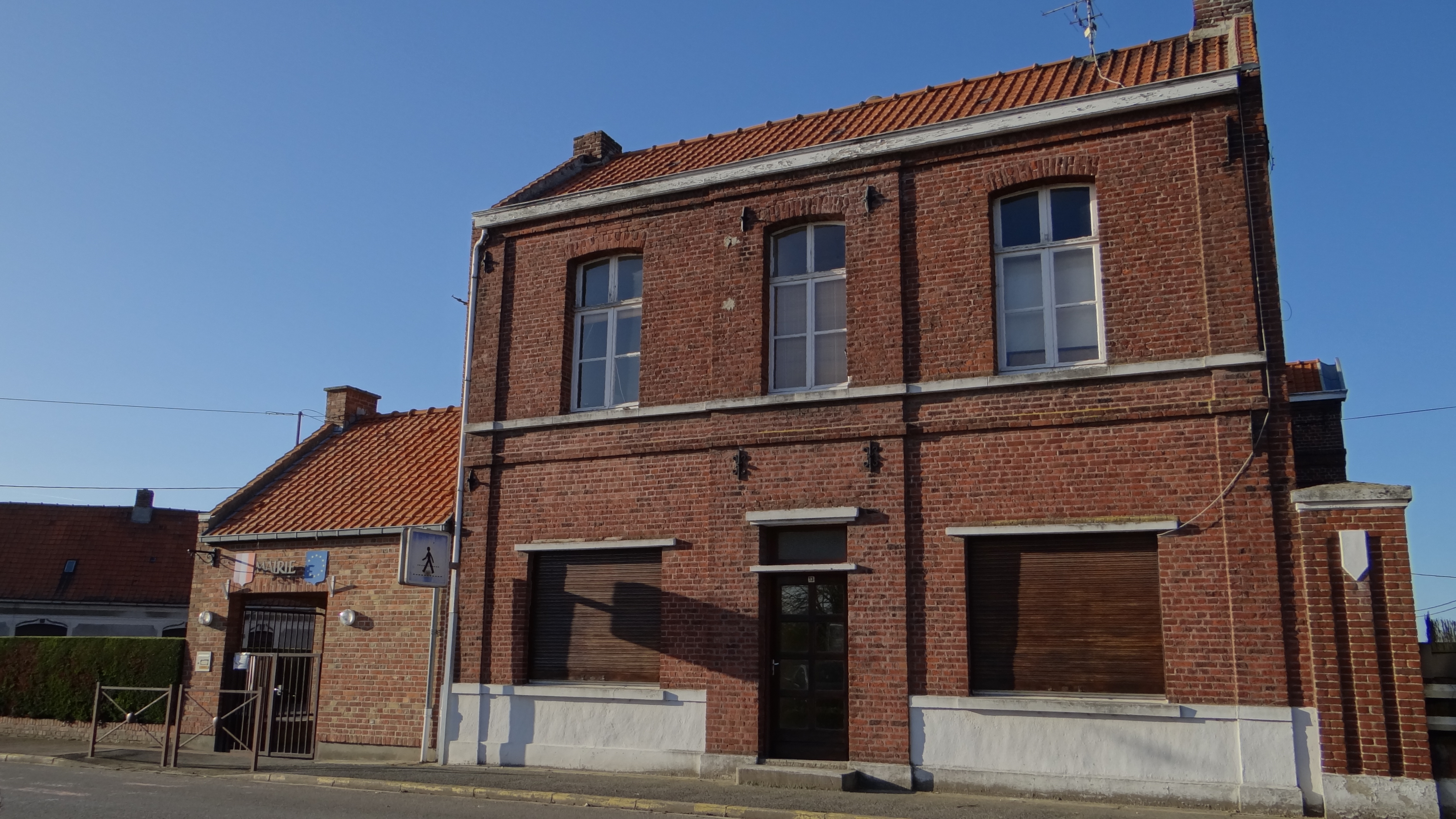
La Mairie (Foto:Serge Ottaviani)

## Società

### Evoluzione demografica
Abitanti censiti